# 330836 Orius
330836 Orius è un asteroide della fascia principale. Scoperto nel 2009, presenta un'orbita caratterizzata da un semiasse maggiore pari a 21,5520247 UA e da un'eccentricità di 0,4210089, inclinata di 17,85776° rispetto all'eclittica.
L'asteroide è dedicato a Orio, uno dei centauri ucciso da Ercole.